# 查哈粗狂蛛
查哈粗狂蛛（学名：Trachyzelotes jaxartensis）为平腹蛛科粗狂蛛属的动物。分布于全北区、塞内加尔、南非、夏威夷以及中国大陆的河北、江苏、贵州、福建、浙江等地，多栖息于草丛。